# Errno.h
errno.h — заголовний файл стандартної бібліотеки мови програмування С. Містить оголошення макроса для ідентифікації помилок через їхній код.
POSIX-сумісні операційні системи, на кшталт, Unix та Linux можуть включати інші макроси для визначення помилок через власні коди помилок.

## Визначені помилки
Стандарт POSIX визначає такі символьні імена помилок:
| E2BIG        | Перелік аргументів надто довгий               |
| EACCES       | Відмова у доступі                             |
| EAGAIN       | Ресурс тимчасово не доступний                 |
| EBADF        | Невірний дескриптор файлу                     |
| EBADMSG      | Невірне повідомлення                          |
| EBUSY        | Ресурс зайнятий                               |
| ECANCELED    | Операцію скасовано                            |
| ECHILD       | Немає дочірнього процесу                      |
| EDEADLK      | Обход тупика ресурсов                         |
| EDOM         | Помилка області визначення                    |
| EEXIST       | Файл вже існує                                |
| EFAULT       | Невірна адреса                                |
| EFBIG        | Файл надто великий                            |
| EINPROGRESS  | Операція у процесі виконання                  |
| EINTR        | Перервано виклик функції                      |
| EINVAL       | Невірний аргумент                             |
| EIO          | Помилка вводу-виводу                          |
| EISDIR       | Це тека                                       |
| EMFILE       | Надто багато відкритих файлів                 |
| EMLINK       | Надто багато зв'язків                         |
| EMSGSIZE     | Не визначена довжина буферу повідомлення      |
| ENAMETOOLONG | Ім'я файлу надто довге                        |
| ENFILE       | Надто багато відкритих файлів у системі       |
| ENODEV       | Немає такого пристрою                         |
| ENOENT       | Немає такого файлу або теки                   |
| ENOEXEC      | Помилка формату виконуваного файлу            |
| ENOLCK       | Блокування не доступне                        |
| ENOMEM       | Не достатньо пам'яті                          |
| ENOSPC       | Пам'яті на пристрої не залишилось             |
| ENOSYS       | Функція не реалізована                        |
| ENOTDIR      | Це не тека                                    |
| ENOTEMPTY    | Тека не пуста                                 |
| ENOTSUP      | Не підтримується                              |
| ENOTTY       | Не визначена операція управління вводу-виводу |
| ENXIO        | Немає такого пристрою або адреси              |
| EPERM        | Операція не дозволена                         |
| EPIPE        | Зруйнований канал                             |
| ERANGE       | Результат надто великий                       |
| EROFS        | Файлова система лише для читання              |
| ESPIPE       | Невірне позиціонування                        |
| ESRCH        | Немає такого процесу                          |
| ETIMEDOUT    | Операцію затримано                            |
| EXDEV        | Не визначений зв'язок                         |

## Нападки SCO
19 грудня 2003 компанія SCO Group випустила Digital Millennium Copyright Act, адресований тисячі провідних компаній, в якому стверджувалось, що файл errno.h було скопійовано з UNIX в Linux без відповідного дозволу. Лінус Торвальдс, розробник ядра операційної системи Linux та власник торгової марки Linux, звинуватив SCO Group у наклепі, відповівши, що він написав код Linux-версії даного файлу власноруч.